# Hermann Baur

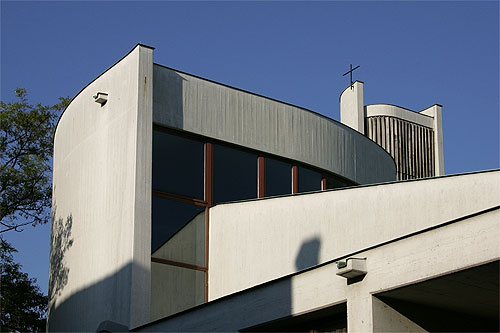
Bruder-Klaus-Kirche in Birsfelden

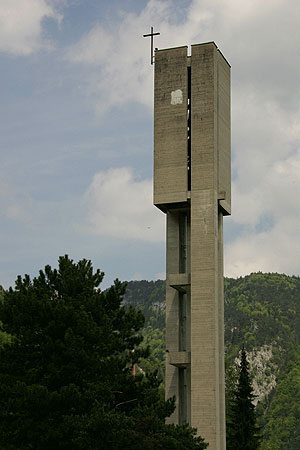
Kirchturm von Notre-Dame de la Prévoté in Moutier

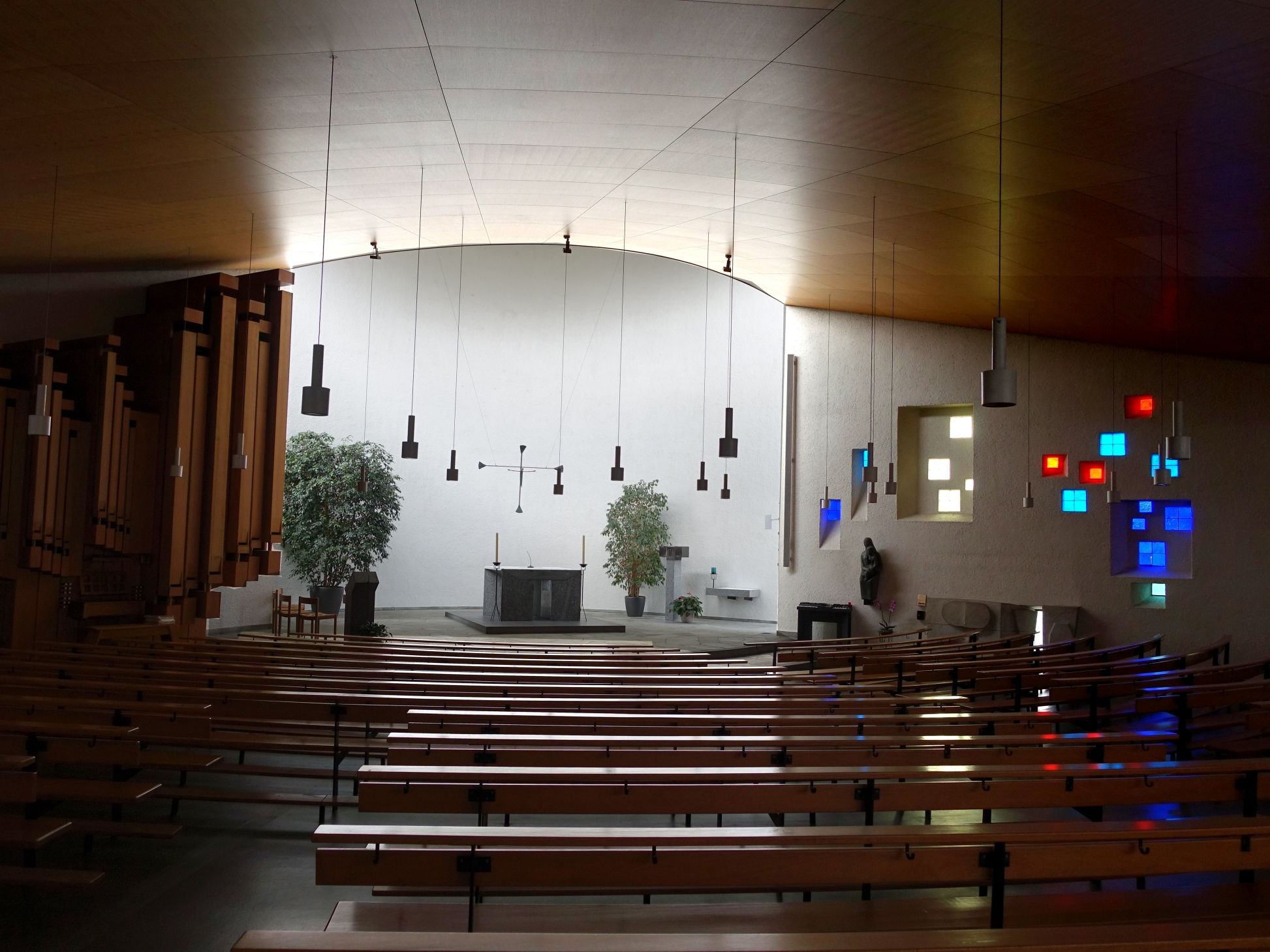
Bruder Klaus-Kirche in Birsfelden

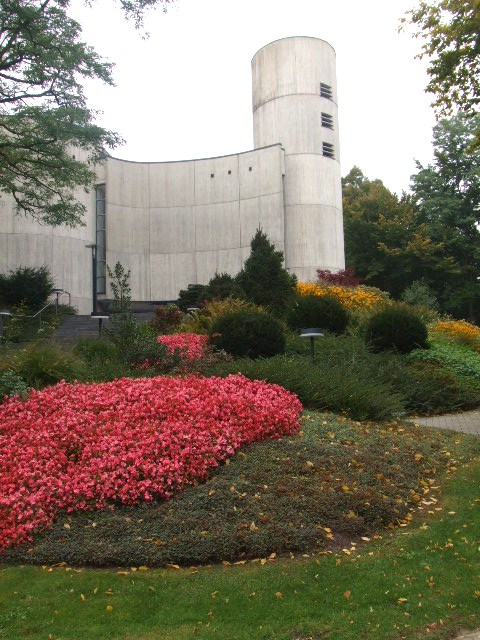
Neue Mutterhauskirche St. Vinzenz im Kloster Untermarchtal

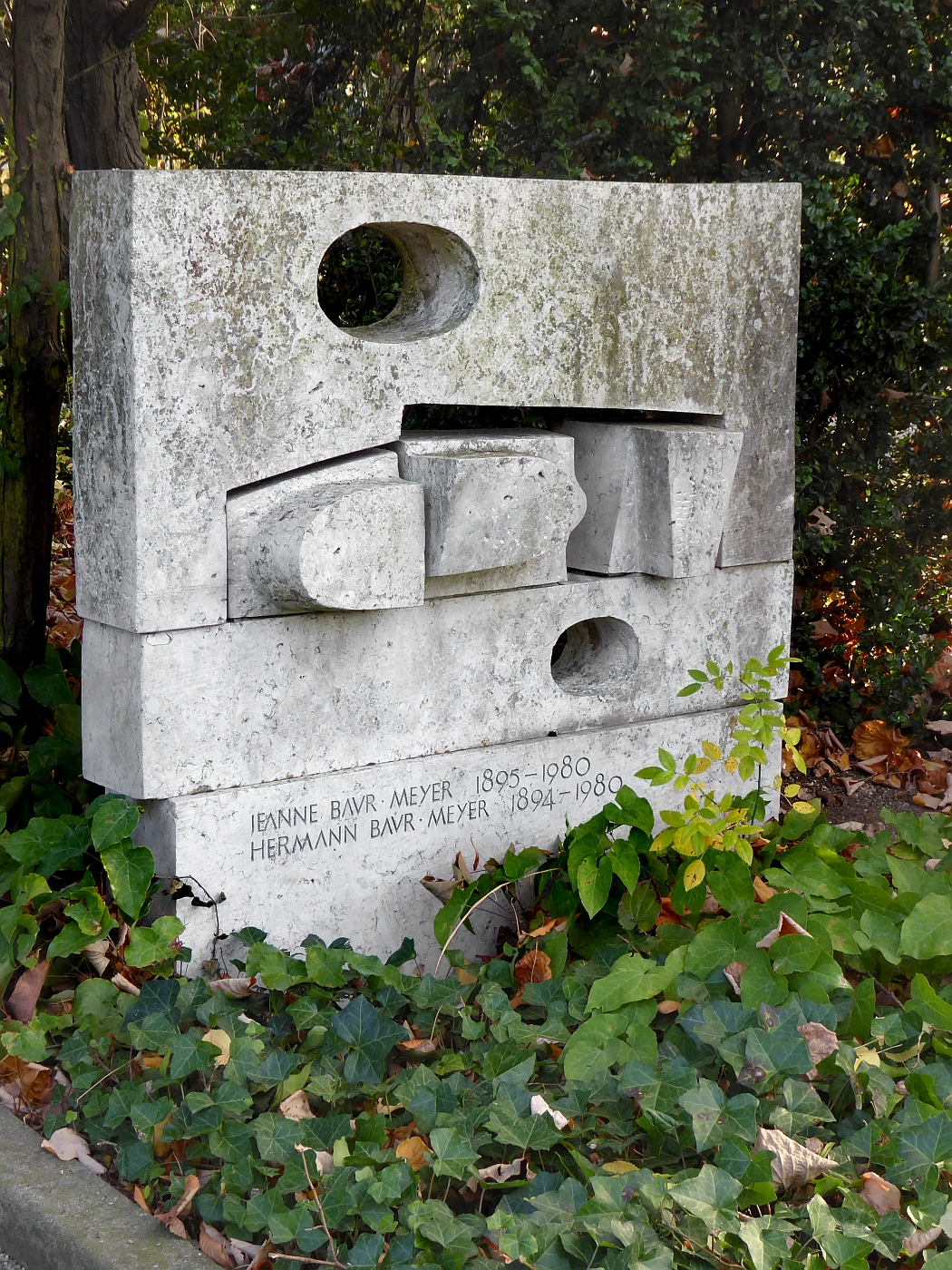
Grab auf dem Friedhof Wolfgottesacker, Basel

Hermann Baur (* 25. August 1894 in Basel; † 20. Dezember 1980 in Binningen) war ein Schweizer Architekt. Er wird zu den bedeutendsten Schweizer Kirchenbauarchitekten im 20. Jahrhundert gerechnet.

## Werdegang
Hermann Baur war Sohn eines Schreinermeisters. Nachdem er von 1910 bis 1917 eine Lehre beim Basler Baumeister Rudolf Linder absolviert hatte, hospitierte er 1918 bis 1919 an der ETH Zürich bei Karl Moser und Hans Bernoulli sowie bei Fritz von Niederhäusern. Ab 1921 war er im Elsass tätig, bis er sich 1927 in Basel mit einem eigenen Büro selbständig machte.
Von 1938 bis 1944 war Baur Präsident des Bundes Schweizer Architekten (BSA). Er war Mitgründer der Zeitschrift Das Werk, des gemeinsamen Verbandsorgans von BSA, Schweizerischem Werkbund (SWB) und Schweizer Kunstverein (SKV). Von 1948 bis 1958 war er Präsident der Redaktionskommission des Blattes.
Von 1959 bis 1964 hielt Hermann Baur Gastvorlesungen an der ETH Zürich.

## Werk
Nach Baurs Plänen wurden mehrere bis heute im Stadtbild von Basel signifikante Bauten der öffentlichen Hand sowie Siedlungsbauten geschaffen.
Darüber hinaus zeichnete Hermann Baur insbesondere verantwortlich für über 30 katholische Kirchenneubauten. Inspiriert von Le Corbusiers Kirche Notre Dame du Haut in Ronchamp entwickelte Baur statt der konventionellen rechteckigen Grundrisse durch eine Schalenbauweise einen bewegten Kirchenraum, der damit auch eine neue, moderne, inhaltliche Aussage transportiert. «Die freie plastische Formgebung ergibt einen starken Kontrast zur umliegenden Bebauung. Das ‹Ganz-Andere›, das Sakrale des Kirchenbaues, wird auch von aussen spürbar. Aber was da aussen getan worden ist, musste auch Antwort sein auf die geistige Situation und ihre Anforderungen: Es galt, eine Ekklesia, einen Versammlungsraum, zu schaffen, in dem sich die Gläubigen in Gemeinschaft zur Feier der Liturgie besammeln sollten.» (Hermann Baur über die Bruder-Klaus-Kirche in Birsfelden)

## Bauten (Auswahl)
- Basel: Don-Bosco-Kirche, 1934–1937
- Basel, Fritz-Hauser-Strasse 20: Bruderholz-Schulhaus in für die Schweiz neuartiger Pavillonbauweise, 1935–1939
- Dornach: Pfarrkirche St. Mauritius, 1939 (zusammen mit dem Dornacher Architekten Vinzenz Bühlmann)
- Basel, Giornico- u. Jakobsbergerstrasse: Genossenschaftssiedlung Jakobsberg, 1943–1946
- Basel: Bürgerspital, seit 1973 Kantonsspital (zusammen mit den Architekturbüros Ernst&Paul Vischer und Bräuning-Leu-Dürig), 1939–1945/1946
- Basel, Allmendstrasse 34: Kirche St. Michael, 1948–1950
- St. Peter und Paul, Stüsslingen, 1949–1950 mit Albert Schilling und Ingenieur Emil Schubiger
- Basel, Neubadstrasse 95: Allerheiligenkirche, 1948–1951
- Bern, Ostring 1: Bruder-Klaus-Kirche, 1952–1954
- Basel, Aeschengraben 25, Bürohaus, 1953 (erstes Bürogebäude der Moderne in Basel)
- Olten, Engelbergstrasse 25, St. Marienkirche (ehemals «Maria Lichtmess» heute «Maria Himmelfahrt»), 1953
- Basel, Aeschenplatz 3: Coop-Haus, zusammen mit dem Architekturbüro Suter und Suter, 1955
- Birsfelden: Bruder-Klaus-Kirche, 1955–1959
- Biel/Bienne: Bruder-Klaus-Kirche, 1957–1958
- Winterthur/Wülflingen: St. Laurentius 1957–1959
- Konz bei Trier: Kirche St. Nikolaus, 1957–1961
- Merzig, Pfarrkirche St. Josef, 1958–1959
- Winterthur, Wülflingerstrasse: St. Laurentius, 1958–1959
- Basel, Vogelsangstrasse 15: Allgemeine Gewerbeschule und Schule für Gestaltung, erste Planungen 1938, Bau 1956–1961 (vier Baukörper, zusammen mit Hans Peter Baur, Franz Bräuning und Arthur Dürig)
- Mülhausen: Kirche Saint-François d’Assisse, 1960–1963
- Wikon, Kirche Bruder Klaus, 1961–1963
- Rudolfstetten-Friedlisberg: Christkönigkirche, 1964 fertiggestellt
- Moutier, Notre-Dame de la Prévôté (Marienkirche), 1965 (1963–1967); Sichtbeton im Stil des Brutalismus, Innenausgestaltung von Alfred Manessier, Henri-Georges Adam, Pierino Selmoni
- Basel, Holeestr. 123: Katharina-Werk: Gemeinschaftshaus 1965
- Wattwil: Kirche St. Felix und Regula (Wattwil), 1967
- Untermarchtal: Neue Kirche St. Vinzenz im Kloster Untermarchtal, Rundbaukirche, 1972 eingeweiht
- Schweizer Botschaft in Canberra, 1969–1975